# NGC 6704
NGC 6704 (другое обозначение — OCL 82) — рассеянное скопление в созвездии Щит.
Этот объект входит в число перечисленных в оригинальной редакции «Нового общего каталога».